# フィリッポ・アッツァイオロ
フィリッポ・アッツァイオロ（Filippo Azzaiolo, 生没年不詳）は16世紀イタリア・ルネサンス音楽の作曲家。ボローニャを拠点に、1557年から1569年にかけて活動していたことが知られている。対位法を斥け、和弦中心の書法と、モノフォニーの簡素なテクスチュアを採った声楽曲が多い。これらの特徴に加えて、反復進行や周期的なフレーズは、民謡や大衆音楽、舞曲からの影響が明らかである。
アッツァイオロの作品はとりわけイングランドで人気があり、最も有名な《この道を行く者 Chi passa 》は、ウィリアム・バードがヴァージナル用に編曲を遺している。